# Калеткин, Геннадий Иванович
Геннадий Иванович Калеткин (род. 20 августа 1942, Эльбрусский район, Кабардино-Балкарская АССР) — советский самбист и дзюдоист, почётный мастер спорта СССР, Заслуженный тренер СССР (1974), спортивный функционер. Выпускник Ташкентского ГИФК. Главный тренер сборной СССР в 1980—1988 годах. В 1994—1999 годах был президентом Федерации дзюдо России. Вице-президент Европейского союза дзюдо. Являлся членом международной федерации дзюдо. Был почётным президентом Федерации сумо России. Работал спортивным директором Международной федерации сумо. Вице-президент Европейской федерации сумо.

## Известные воспитанники
- Ан, Мэлс Фёдорович (1949) — самбист, призёр чемпионатов СССР, чемпион Европы, мастер спорта СССР международного класса. Заслуженный тренер Узбекистана. Вице-президент федерации дзюдо Узбекистана.
- Ахмедов, Газимагомед Ахмедович (1952) — самбист, дзюдоист, тренер, многократный чемпион мира среди ветеранов, Заслуженный тренер России.
- Курбанов, Сабир Хайитович — самбист, чемпион СССР, Европы и мира, победитель Спартакиады народов СССР, Заслуженный мастер спорта СССР.
- Ходиев, Сайфутдин Ибадуллаевич (1950) — двукратный чемпион мира, Заслуженный мастер спорта СССР.

## Награды
- Орден Почёта (12 октября 2022) — за вклад в развитие физической культуры и популяризацию отечественного спорта[1]
- Орден Дружбы народов